# TRA2B
TRA2B‏ (Transformer 2 beta homolog) هوَ بروتين يُشَفر بواسطة جين TRA2B في الإنسان.